# Тимна (Јемен)
Тимна (арапски: تمنع) је античка престоница Краљевства Катабан у Јемену, која се налази око 180 км југоисточно од главног града Сане у данашњој Мухафази Шабва,
30 km северније од Беихана код данашњег насеља Хаџар ел-Кохиан (Хаџар Кухлâн).
У предисламско доба, Тимна је била важна тачка на караванском Путу тамјана и остале егзотичне скупоцене робе за Средоземље у Газу или за Петру (Јордан) и Дамаск (Сирија).

## Историја Тимне
Тимна је била смештена на излазу из Вади Беихана, плодне долине са доста воде чијиа је територија била пољопривредно залеђе града. Економски узлет Тимна је остварила тек кад је постала међустаница за трговину тамјаном и смирном. Пут до те позиције и процват трговине био је сложен, а то је успјело краљу Катабана Шахр Хилалу у 1. веку. п. н. е..
Пропаст тамјанског пута тешко је погодио Тимну, али права пропаст дошла је тек 150 године кад су Тимну разориле и запалиле војске Краљевства Хадрамаут. Након тога град је напуштен, преостало становништво Тимне и Катабанског двора повукло се у Гхат Гајл, 15 km јужније од Тимне. Ту су се успели да се одржае неколико деценија, али су и они на крају пали под навалама Хадрамаутског краљевства које је након тога себи припојило Катабан.
- Екипа америчких археолога 1950-их год. спровела је прва искапања у Тимни, након њих опсежнија ископавања спровела је заједничка француско - талијанска екипа 1999, под водством Алесандра де Маигрета и Кристијана Робина.[2]